# 알가르브 지방

알가르브 지방의 위치

알가르브 지방(포르투갈어: Algarve)은 포르투갈 남부 파루 현을 중심으로 한 지방을 통칭하는 지명으로, 면적은 4,960km2이다. 그리니치 천문대 기준으로 UTC + 0이며 인구는 426,386명(2007년 기준)이며 인구 밀도는 86명/km2(2007년 기준)이다

## 지리
알가르브는 알가르브(Al-Gharb: الغرب 아랍어로 서쪽)란 단어를 따 만든 땅으로 포르투갈의 최남단에 있는 해안가이다. 바다와 인접해 있기 때문에 겨울에는 따뜻하고 여름에는 신선한 기후를 나타내며, 해안에는 경치가 아름다운 곳이 많다.

## 기후
| Faro (FAO)의 기후 | Faro (FAO)의 기후 | Faro (FAO)의 기후 | Faro (FAO)의 기후 | Faro (FAO)의 기후 | Faro (FAO)의 기후 | Faro (FAO)의 기후 | Faro (FAO)의 기후 | Faro (FAO)의 기후 | Faro (FAO)의 기후 | Faro (FAO)의 기후 | Faro (FAO)의 기후 | Faro (FAO)의 기후 | Faro (FAO)의 기후 |
| 월 | 1월               | 2월               | 3월               | 4월               | 5월               | 6월               | 7월               | 8월               | 9월               | 10월              | 11월              | 12월              | 연간              |
| --- | ----------------- | ----------------- | ----------------- | ----------------- | ----------------- | ----------------- | ----------------- | ----------------- | ----------------- | ----------------- | ----------------- | ----------------- | ----------------- |
| 역대 최고 기온 °C (°F) | 21.9 (71.4)       | 24.7 (76.5)       | 28.9 (84.0)       | 30.1 (86.2)       | 33.6 (92.5)       | 37.1 (98.8)       | 44.3 (111.7)      | 39.6 (103.3)      | 37.4 (99.3)       | 33.3 (91.9)       | 28.6 (83.5)       | 24.0 (75.2)       | 44.3 (111.7)      |
| 일평균 최고 기온 °C (°F) | 16.1 (61.0)       | 16.9 (62.4)       | 19.1 (66.4)       | 20.4 (68.7)       | 22.8 (73.0)       | 26.4 (79.5)       | 29.2 (84.6)       | 28.8 (83.8)       | 26.6 (79.9)       | 23.2 (73.8)       | 19.6 (67.3)       | 17.0 (62.6)       | 22.2 (72.0)       |
| 일일 평균 기온 °C (°F) | 12.0 (53.6)       | 12.8 (55.0)       | 14.8 (58.6)       | 16.1 (61.0)       | 18.4 (65.1)       | 21.9 (71.4)       | 24.2 (75.6)       | 24.1 (75.4)       | 22.3 (72.1)       | 19.3 (66.7)       | 15.7 (60.3)       | 13.3 (55.9)       | 17.9 (64.2)       |
| 일평균 최저 기온 °C (°F) | 7.9 (46.2)        | 8.7 (47.7)        | 10.5 (50.9)       | 11.8 (53.2)       | 14.0 (57.2)       | 17.3 (63.1)       | 19.1 (66.4)       | 19.4 (66.9)       | 18.0 (64.4)       | 15.3 (59.5)       | 11.7 (53.1)       | 9.6 (49.3)        | 13.6 (56.5)       |
| 역대 최저 기온 °C (°F) | −1.2 (29.8)       | −1.2 (29.8)       | 2.3 (36.1)        | 3.6 (38.5)        | 6.7 (44.1)        | 8.0 (46.4)        | 11.9 (53.4)       | 13.1 (55.6)       | 9.9 (49.8)        | 7.8 (46.0)        | 2.7 (36.9)        | 1.2 (34.2)        | −1.2 (29.8)       |
| 평균 강수량 mm (인치) | 59.3 (2.33)       | 52.0 (2.05)       | 39.4 (1.55)       | 38.6 (1.52)       | 21.7 (0.85)       | 4.3 (0.17)        | 1.8 (0.07)        | 3.9 (0.15)        | 23.2 (0.91)       | 60.1 (2.37)       | 90.4 (3.56)       | 114.1 (4.49)      | 508.8 (20.03)     |
| 평균 강수일수 (≥ 0.1 mm) | 12                | 13                | 9                 | 10                | 7                 | 4                 | 1                 | 1                 | 3                 | 9                 | 10                | 11                | 90                |
| 평균 월간 일조시간 | 182.1             | 172.0             | 242.6             | 253.6             | 305.0             | 326.9             | 360.6             | 344.9             | 279.1             | 227.0             | 191.6             | 159.0             | 3,044.4           |
| 가능 일조율 | 59                | 56                | 65                | 64                | 68                | 74                | 81                | 82                | 75                | 65                | 63                | 53                | 67                |
| 출처: Instituto de Meteorologia, World Meteorological Organization (precipitation days), Hong Kong Observatory(sunshine hours) |                   |                   |                   |                   |                   |                   |                   |                   |                   |                   |                   |                   |                   |

## 역사
역사상에서는 알가르브의 일부가 고대 아틀란티스의 후계자인 타르테소스 왕국의 기원지에 속해있었다. 역사의 아버지 헤로도토스, 스트라본(Strabōn)등이 알가르베를 언급했으며 로마인에게 정복되기 전까진 페니키아인이 정착하여 살았다. 카르타고의 지배지에서 포에니 전쟁으로 인해 알가르브 지방을 비롯한 히스파니아는 로마 제국의 속령이 되었고 5세기경 서고트족이 알가르브를 점령하였으며 약 250년간 통치하였다. 그러다 8세기 초 이베리아 반도의 이슬람화가 되면서 무슬림의 통치를 받았으며, 마지막으로 1189년 레콩키스타(국토 재정복 운동)으로 인해 포르투갈 왕국에 최종 합병되었다.

## 생활
포르투갈의 유명한 역사적 인물인 항해왕자 엔히크가 1418년경 알가르브의 사그르스 곶에 항해학교를 설립하였으며 알가르브 지방의 중심 도시인 파루에 알가르브 대학교가 있다. 포르투갈의 국토회복운동(레콩키스타) 중 가장 마지막에 마지막에 점령한 곳이라 건축, 의상, 언어 등 문화적으로 오랫동안 이 지방을 점령한 무어인의 영향이 많이 남아 있으며 주요 산업은 농업과 어업이 지방 경제의 주축이다. 하지만 최근에는 독일, 영국, 네덜란드 등에서 일상에서 탈출하여 삶의 질을 높이기 위해 찾아온 사람들이나 아름다운 해변가로 인해 리조트가 많이 세워져 관광업과 관련된 서비스 등이 각광받고 있다.